# James Flint
Pour les articles homonymes, voir Flint.
James Flint (né en 1968 à  Stratford-upon-Avon  dans le Warwickshire) est un écrivain anglais. En Grande-Bretagne, il est considéré comme le chef de file du genre techno-thriller. 

## Biographie
Après des études d'économie et de politique à l'Université d'Oxford, il part pour New Delhi et y travaille comme journaliste au quotidien Times of India. Il revient à Oxford pour étudier la philosophie et la psychologie puis se consacrer à l'écriture.

## Œuvres
- Habitus, traduit par Claro, Au Diable Vauvert -  (ISBN 2846260389)
- Électrons libres, traduit par Alfred Boudry, Au Diable Vauvert -  (ISBN 2846260966)
- Douce Apocalypse, nouvelles traduites par Claro, qui comprend  Nuclear Train adapté à la télévision britannique, Au Diable Vauvert -  (ISBN 2846260702)